# یوتهام
یوتهام (یونانی: Ιωαθαμ) حکومت یازدهمین پادشاه از پادشاهی یهودا و پسر عزیه پادشاه و یروشا دختر سادوک بود.